# Marxa de la sal
Es coneix com a Marxa de la sal la manifestació empresa per Mohandas Gandhi el 12 de març de 1930 amb l'objectiu d'aconseguir la independència de l'Índia respecte a l'Imperi Britànic.
En els anys precedents, el Mahatma havia multiplicat les manifestaciones no-violentes i les vagues de fam per obtenir per a l'Imperi de les Índies un estatut d'autonomia anàleg al concedit a les colònies de població europea com el Canadà i Austràlia.
En no aconseguir resultats, alguns membres del seu partit, el Partit del Congrés Nacional Indi, s'impacienten i amenacen de desencadenar una guerra a favor de la independència.
Gandhi adverteix el virrei de l'Índia que la seva propera campanya de desobediència civil tindrà com a objectiu la independència. Així doncs deixa el seu asram dels voltants d'Ahmedabad, al nord-oest del país, acompanyat d'algunes desenes de deixebles i d'un seguici de periodistes.
Després d'un recorregut a peu de 300 quilòmetres, arriba el 6 d'abril de 1930 a la costa de l'oceà Índic. Avança dins de l'aigua i recull a les seves mans una mica de sal. Amb aquest gest irrisori i altament simbòlic, Gandhi encoratja els seus compatriotes a violar el monopoli de l'estat sobre la distribució de sal. Aquest monopoli obliga tots els consumidors indis, inclosos els més pobres, a pagar un impost sobre la sal i els prohibeix recollir-la ells mateixos. Aquest impost és anàleg a la gabella que, sota l'Antic Règim gravava la sal a França.
A la platja la gentada, nodrida de diversos milers de simpatitzants, imita el Mahatma i recull aigua salada en recipients. El seu exemple és seguit per tot el país. De Karachi a Mumbai els indis evaporen l'aigua i recullen la sal a plena llum del dia, desafiant els britànics. Aquests últims omplen les seves presons amb 60.000 'lladres de sal'.
Els indis, fidels a les recomanacions de Gandhi, no es resisteixen. El mateix Mahatma és detingut i passa nou mesos a presó. Finalment, el virrei reconeix la seva impotència per imposar la llei britànica. Cedint a les peticions de Gandhi, allibera tots els presoners i reconeix als indis el dret de recollir ells mateixos la sal.
Desencertat en aquell temps en l'oposició parlamentària, Winston Churchill ironitza sobre el faquir sediciós que puja mig nu les escales del palau del virrei.
Gandhi és rebut triomfalment a Londres pels liberals britànics que accepten una pròxima independència de l'Índia. Aquesta serà ajornada per la Segona Guerra Mundial i les dissensions entre hindús i musulmans. El 15 d'agost de 1947, l'Imperi de les Índies es convertirà per fi en independent però al preu d'una salvatge guerra religiosa i de la separació de l'Índia i el Pakistan. En el context d'aquest conflicte, Gandhi perdrà la vida el 30 de gener de 1948, víctima d'un fanàtic de dretes hindú.
La Marxa de la sal suposa per als hindús l'equivalent al motí del te a Boston que va conduir els Estats Units a la independència.
Al llarg de la marxa, Gandhi i els seus seguidors entonen a tall d'himne el mantra Raghupati.

## Filmografia
- Gandhi, Richard Attenborough, 1982.